# 建国大学校
建国大学校（コングクだいがっこう、ハングル：건국대학교、英称: Konkuk University）は、ソウル特別市広津区華陽洞に本部を置く大韓民国の私立大学である。1946年に設置された。大学の略称は建国大、建大、KU。
「誠・信・義」を標語としている。

## 歴史
1946年5月15日、医師であり民族運動家であった劉錫昶（ユ・ソクチャン/유석창）（号・尚虚(サンホ/상허)）によって「朝鮮政治学館」として開校した。同校は「民族私学」を掲げ、当時ソ連の占領下にあった平安・咸鏡・黄海出身の知識人からなる西北学会の拠点となった。
1949年9月9日、学校法人政治学院と政治大学が設立され、学校法人理事長として劉錫昶が就任した。朝鮮戦争中には釜山への退避を余儀なくされた。1955年にソウル特別市城東区毛陳洞（当時）に新校舎を設立する。これが現在のソウル・キャンパスのもととなっている。
1959年2月26日、総合大学「建国大学校」に昇格し、劉錫昶が初代総長となった。
1980年1月5日、忠州に第二キャンパス（現：グローカルキャンパス）が設立された。
1990年には学校法人の名称を建国大学校に改めた。
獣医・畜産系の学部が特徴のひとつであり、建国牛乳・建国ハムを製造・販売している。学内に牛の銅像があるほか、大学のマスコットとして牛が採用されている。
2023年2学期基準情報によれば、ソウルキャンパスの規模は、学部課程登録人数17028人、外国人留学生登録1206人（学部）、教授1686人、教職員825人である。

## 大学への評価
ソウル在住経験がある日本人エッセイストの夏川大輔は、建国大学について、「校名に『国』が入る三国大（引用者注：他は東国大学校、檀国大学校）のひとつで、いずれも昔は誰でも行ける学校、農業の大学という印象が強かったが、現在は高水準。広大なキャンパスを持つ。獣医と畜産学部はソウル大に比肩する」と述べていた。
イギリスのグローバル大学評価機関である「タイムズ高等教育(Times Higher Education、略称“THE”)」が発表した、「2025 THE アジア大学評価」で、アジア93位、国内15位となり、歴代最高成績を記録した。前年比アジア順位は14ランク、国内順位は2ランク上昇した。 この「アジア大学評価」には、アジア35ヶ国853大学、韓国内44大学を対象としている。この評価では、研究品質（30%）、研究環境（28%）、教育環境（24.5%）、産学協力（10%）、国際化（7.5%）の計5分野を基準としているが、建国大学校は、産学協力、国際化の部門で躍進した。

## 学部・学科
いずれも2025年度時点のものである。この項目では、ソウルキャンパスに所在しているものを述べており、後述するグローカルキャンパスでは、学部・学科名は大きく異なっている。
- 文科大学（문과대학）　
  - 国語国文学科（국어국문학과）　
  - 英語英文学科（영어영문학과）
  - 中語中文学科（중어중문학과）　
  - 哲学科（철학과）
  - 史学科（사학과）
  - 地理学科（지리학과）
  - メディアコミュニケーション学科（미디어커뮤니케이션학과）
  - 文化コンテンツ学科（문화콘텐츠학과）
  - 文科大学自由専攻学部（문과대학자유전공학부）

- 理科大学（이과대학）
  - 数学科（수학과）
  - 化学科（화학과）
  - 物理学科（물리학과）
  - 理科大学自由専攻学部（이과대학자유전공학부）

- 建築大学（건축대학）
  - 建築学部（건축학부）

- 工科大学（공과대학）
  - 社会環境工学部（사회환경공학부）
  - 機械航空工学部（기계항공공학부）
  - 電気電子工学部（전기전자공학부）
  - 化学工学部（화학공학부）
  - コンピューター工学部（컴퓨터공학부）
  - 産業経営工学部　産業工学科（산업경영공학부 산업공학과）
  - 産業経営工学部　新産業融合学科（산업경영공학부 신산업융합학과）
  - 生物工学科（생물공학과）
  - Kビューティー産業融合学科（K뷰티산업융합학과）
  - 機械・ロボット・自動車工学部（기계·로봇·자동차공학부）
  - 化工学部（화공학부）
  - 先端融合工学部　材料工学科（첨단융합공학부 재료공학과）
  - 先端融合工学部　航空宇宙・モビリティー工学科（첨단융합공학부 항공우주·모빌리티공학과）
  - 先端融合工学部　生物工学科（첨단융합공학부 생물공학과）
  - 先端融合工学部　産業工学科（첨단융합공학부 산업공학과）
  - 産業経営工学部　新産業融合学科（산업경영공학부 신산업융합학과）
  - 産業経営工学部　Kビューティー産業融合学科（산업경영융합학부 K뷰티산업융합학과）
  - 工科大学自由選考学部（공과대학자유전공학부）

- 社会科学大学（사회과학대학）
  - 政治外交学科（정치외교학과）
  - 経済学科（경제학과）
  - 行政学科（행정학과）
  - 国際貿易学科（국제무역학과）
  - 応用統計学科（응용통계학과）
  - 融合人材学科（융합인재학과）
  - グローバルビジネス学科（글로벌비즈니스학과）
  - 社会科学大学融合選考学部（사회과학대학융합전공학부）

- 経営大学（경영대학）
  - 経営学科（경영학과）
  - 技術経営学科（기술경영학과）

- 不動産科学院（부동산과학원）
  - 不動産学科（부동산학과）

- KU融合科学技術院（KU융합과학기술원）
  - 未来エナジー工学科（미래에너지공학과）
  - スマート運転滞空工学科（스마트운행체공학과）
  - スマートICT融合工学科（스마트ICT융합공학과）
  - 化粧品工学科（화장품공학과）
  - 幹細胞再生工学科（줄기세포재생공학과）
  - 医生命工学院（의생명공학과）
  - システム生命工学科（시스템생명공학과）
  - 融合生命工学科（융합생명공학과）

- 常虚生命科学大学（상허생명과학대학）
  - 生命科学特性学科（생명과학특성학과）
  - 動物資源科学科（동물자원과학과）
  - 食料資源科学科（식량자원과학과）
  - 畜産食品生命科学科（축산식품생명공학과）
  - 食品流通工学科（식품유통공학과）
  - 環境保健科学科（환경보건과학과）
  - 山林造景学科（산림조경학과）

- 獣医科大学（수의과대학）
  - 獣医予科（수의예과）
  - 獣医学科（수의학과）

- 芸術デザイン大学（예술디자인대학）
  - コミュニケーションデザイン学科（커뮤니케이션디자인학과）
  - 産業デザイン学科（산업디자인학과）
  - 衣装デザイン学科（의상디자인학과）
  - リビングデザイン学科（리빙디자인학과）
  - 現代美術学科（현대미술학과）
  - 映像学科（영상학과）
  - 媒体演技学科（매체연기학과）

- 師範大学（사범대학）
  - 日語教育科（일어교육과）
  - 数学教育科（수학교육과）
  - 体育教育科（체육교육과）
  - 音楽教育科（음악교육과）
  - 教育工学科（교육공학과）
  - 英語教育科（영어교육과）
  - 教職科（교직과）

- 常虚教養大学（상허교양대학）
  - KU自由専攻学部（KU자유전공학부）
  - 教養教育センター（교양교육센터）
  - 国際学部（국제학부）

- 国際大学（국제대학）
  - 国際通商学科（국제통상학과）
  - 文化メディア学科（문화미디어학과）
  - 国際教養教育センター（국제교양교육센터）

- 融合科学技術院（융합과학기술원）
  - 先端バイオ工学部（첨단바이오공학부）
  - 生命工学部　システム生命工学科（생명공학부 시스템생명공학과）
  - 生命工学部　融合生命工学科（생명공학부 융합생명공학과）
  - 融合科学技術院自由専攻学部（융합과학기술원자유전공학부）

- 生命科学大学（생명과학대학）
  - 動物資源・食品資源・流通学部（동물자원·식품과학·유통학부） 
    - 動物資源専攻（동물자원전공）
    - 食品科学専攻（식품과학전공）
    - 食品流通専攻（식품유통전공）

  - 環境健康・山林造景学部（환경보건·산림조경학부） 
    - 環境健康専攻（환경보건전공）
    - 山林造景専攻（산림조경전공）

  - 生命科学特性学科（생명과학특성학과）
  - 食料資源科学科（식량자원과학과）
  - 生命科学大学自由専攻学部（생명과학대학자유전공학부）

2025年度新入生からの新しい試みとして、「自由選考学部」が新設された。これは、学生たちは自己適性に応じて専攻を決定し、学業満足度を高め、人工知能（AI）時代に不可欠な学問間融合能力も開発することが狙いである。2025年度時点での募集定員は、「KU自由専攻学部」で308人、各単科大学の自由専攻学部で422人、計730人である

## 多くの芸能人が在籍してきた演劇映画学科
演劇映画学科（具体的な名称は大学ごとに異なる）を設置している韓国の4年制総合大学は数多く存在している。建国大学の場合、演劇映画学科に相当する組織が設置されたのは2004年なので、中央大学校（1959年開設）、漢陽大学校（1960年開設）、東国大学校（1962年開設）などに比べれば後発である。
建国大学の演劇映画学科は2004年に、芸術学部（예술학부、のちに「芸術文化大学（예술문화대학）」→現名称「芸術デザイン大学」）に「映像アニメーション専攻（영상애니메이션 전공）」「映画芸術専攻（영화예술전공）」として新設された後、再編と改名が繰り返されてきた。2008年には映像アニメーション専攻が「映像専攻（영상전공）」へと改名され、2014年には専攻を学科に変更。2015年には「映像学科（영상학과）」「映画学科（영화학과）」を廃止した上で、2016年に「映画・アニメーション学科（영화·애니메이션 학과）」を新設。2018年には「映像映画学科（영상영화학과）」に改称したが、2024年には「映像学科（영상학과）」と「媒体演技学科（매체연기학과）」に分割された。2024年の改組についての理由について大学関係者は、「各専攻に新たな科目を追加することで学生の選択肢を広げたかった。また、両学科が共有するカリキュラムを維持しながら、学際的な共同研究や連携を続けたいと考えていた」と述べていた。
映像・演技系学科出身の俳優は、イ・ミンホ、イ・ジョンソク、ソン・ガン、キム・ヘユンなどである。
K-POPアイドルグループメンバー経験者では、チャンミン（東方神起）、JIN（防弾少年団)、ナヨン (TWICE)、 ミンホ（SHINee）、ヒョナ（4minute、中退）、ヘリ (Girl's Day)、スビン（Dal★Shabet、2013年入学）などが在籍した。媒体演技学科の発足後では、キム・ガラム（LE SSERAFIMの結成当初メンバー）が2024年に、キム・ウソク（FANTASY BOYS）が2025年に入学している。
学科が存在している芸術デザイン大学の学舎は、ソウルキャンパスの西側にある、外観がカラフルな「芸術デザイン館（예술디자인관）」である。この建物は、2005年に着工され、2007年に完成した。1階には映画館「KUシネマテーク（시네마테크）」がある。主に国内外の独立映画、芸術映画を中心に上映している。学生など大学関係者は割引価格で鑑賞できる。

## キャンパス

### ソウルキャンパス（서울캠퍼스）

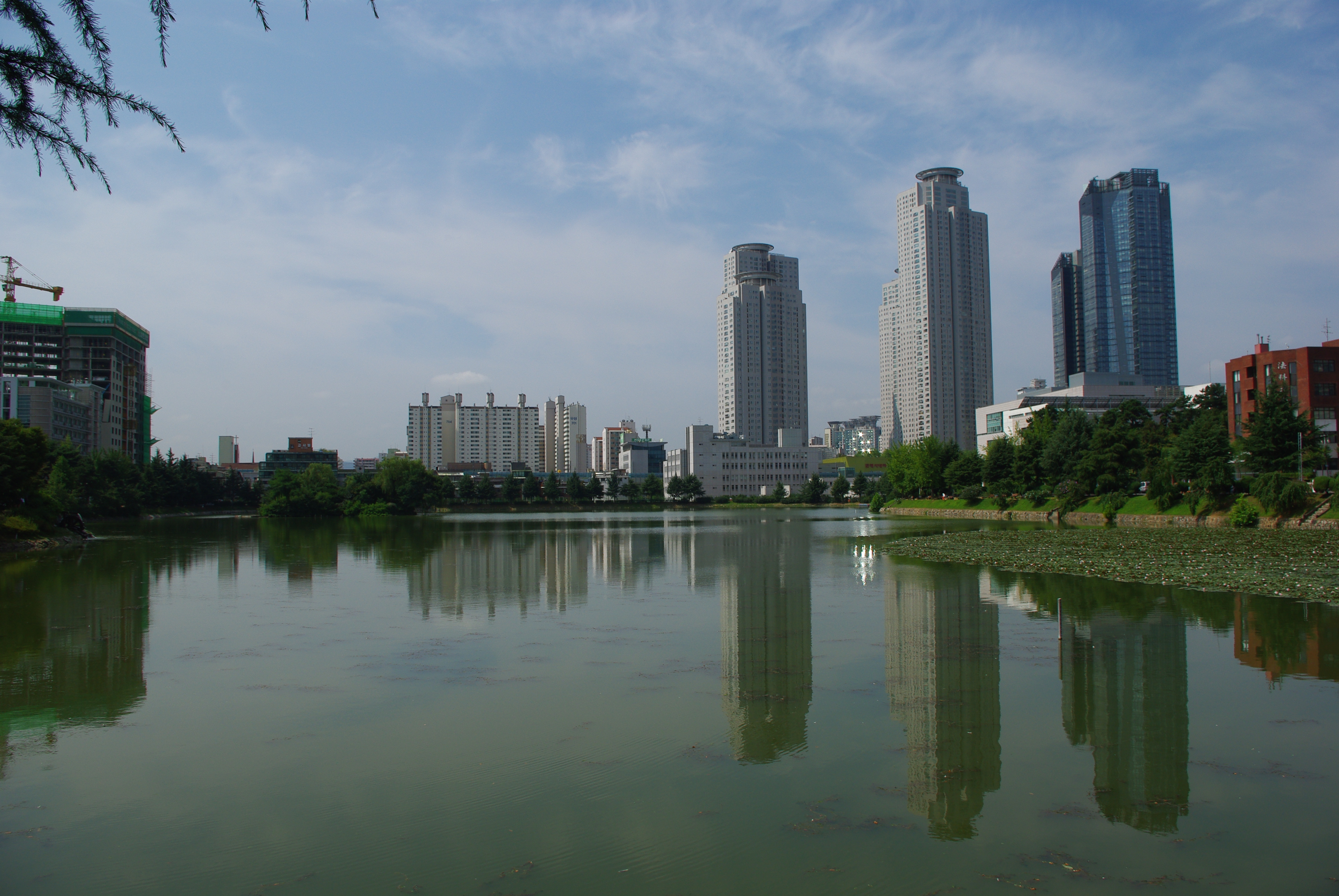
一鑑湖のほとり。対岸は大学所有地を開発した「スターシティー」

漢江北岸のソウルの南東部に位置する。大学創設当初からのキャンパスである。
キャンパス内には、一鑑湖（イルガムホ / 일감호）という広大な人工湖がある。一鑑湖を中心とした、ソウルキャンパスの自然環境は、韓国の大学でも屈指の美観である。
付属施設としては、常虚記念図書館（상허기념도서관）、建国大学校病院（건국대학교병원）、建国大学校博物館、言語教育院などがある。
ソウル交通公社2号線と峨嵯山路（アチャサンロ/아차산로）をはさんで南側の土地は、かつては大学の野球場として使用された広大な空き地だったが、21世紀初頭に建国大学財団の投資で、「スターシティー」が建設された。スターシティーは、「ロッテシネマ」などが入居している「シティーゾーン（시티존）」、「ロッテ百貨店・建大スターシティー店（롯데백화점 건대스타시티점）」が入居している「スターゾーン（스타존）」、高層マンション「ザ・シャープ・スターシティ（The Sharp STAR CITY）」（2007年から入居開始）、同じくマンション「ザ・クラシック500（더 클래식 500）」などで構成されている。
建国大学病院の西側の施設も「スターシティー」の一部で、これは「ヤングゾーン（Young Zone、영존）」と呼ばれている、商業施設中心の中層建物である。

#### 交通
- ソウル交通公社2号線、ソウル交通公社7号線の建大入口駅

### グローカルキャンパス (글로컬캠퍼스)
1980年に開設された。建国大学は当初、忠清南道天安市を分校建設の候補地としていたが、ある卒業生が自分の忠清北道・忠州市のりんご畑を無償で大学に寄付したことが縁で現在地になったとされている。開設時の名称は「建国大学校忠州大学（건국대학교 충주대학）」だったが、その後は「忠州キャンパス（충주캠퍼스）」、2011年には現名称の「グローカルキャンパス」へと名称変更された。「グローカル（GLOCAL）」は、「グローカル化（glocalization）」に由来している。
2025年ごろの時点で、グローカルキャンパスに存在している学部は、デザイン大学（디자인대학）、人文社会融合大学（인문사회융합대학）、科学技術大学（과학기술대학）、医療生命大学（의료생명대학）、医科大学（의과대학）、教養大学（교양대학）、KU革新共有学部（KU혁신공유대학）である。大学院としては、一般大学院（일반대학원）、教育大学院（교육대학원）、創意融合大学院（창의융합대학원）、医学専門大学院（의학전문대학원）がある。
法律上、建国大学校の両キャンパスは同じ学校法人が設立した全く異なる2つの大学である。グローカルキャンパスはソウルキャンパスの分校であり、大学の行政も独立的に行われる。入試難易度にも差があるようだ。前述したように、学部・学科名も異なる点が多い。
付属施設としては、建国大学校忠州病院（충주병원）などがある。

## 主な出身者・在学者
- アン・シネ[28]
- アン・ジェホン[29]
- アン・ソンジュ[30]
- イ・ウォングン（英語版）[31][32]
- イ・ジョンソク[33]
- 李鍾範[28]
- イ・ダヘ[34]
- 李亨澤[28]
- イ・ボミ[30]
- イ・ミンギ[35]
- イ・ミンホ[36]
- 李栄杓[37]
- キム・ガラム（元 LE SSERAFIM）
- キム・ジョンウン[35]
- キム・ハヌル[30]
- 金ハンギル[38]
- キム・ヒョナ[35]
- コ・ギョンピョ[39]
- JAY B（イム・ジェボム）（GOT7）[39]
- シン・ソクホ（朝鮮語版）[40]
- ソウ[41]
- ソン・ガン[42]
- ソ・ヒギョン（朝鮮語版）[30]
- ソン・ドンウン[43]
- ダソム（朝鮮語版）[44]
- チェ・スビン[45]
- チャンミン（東方神起）[46]
- ニコル（聴講生）[47]
- パク・ハンビョル[35]
- 黄善洪[28]
- ヘリ（英語版）[35]
- ミンホ（SHINee）[36]
- ユ・アイン[48]
- 柳想鉄 [28]
- JIN（BTS）[49]
- ナヨン（TWICE）[50]
- 姜光会
- チャン・ヒジン[51]

## 付属学校
いずれもソウルキャンパスに併設されている。
- 建国大学校師範大学付属高等学校（건국대학교사범대학부속고등학교）[要出典]
- 建国大学校師範大学付属中学校（건국대학교사범대학부속중학교）[要出典]

## 対外関係

### 学術交流協定校
- 愛知大学
- 国際教養大学
- 中央大学
- 獨協大学
- 群馬大学
- 法政大学
- 日本外国語専門学校
- 神奈川大学
- 北里大学
- 関西学院大学
- 京都産業大学
- 京都大学
- 松山大学
- 明海大学
- 長崎大学
- 新潟工科大学
- 帯広畜産大学
- お茶の水女子大学
- 大阪府立大学
- 大阪大学
- 追手門学院大学
- 立正大学
- 札幌学院大学
- 信州大学
- 東北大学
- 東海大学
- 東京農工大学
- 鳥取大学
- 東洋大学
- 筑波大学